# أنكلستوما اثنا عشرية
الأنكلستوما الاثنا عشرية (بالإنجليزية: Ancylostoma duodenale)‏ هي نوع من جنس ديدان الأنكلوستوما. هي دودة أسطوانية تعرف عموما باٍسم دودة العالم القديم الشصية. تعيش في الأمعاء الدقيقة للمضيف بما في ذلك الاٍنسان، القطط والكلاب. 90 % من الاٍصابات تمر دون أعراض ما يمكن أن يؤدي إلى فقر الدم بنقص الحديد.
هي منفصلة الجنس (يعني أن أفرادها لا يمكنها إنتاج سوى نوع واحد من الجاميتات.